# Eurocopa Femenina de Futbol 2022
El Campionat d'Europa Femení de la UEFA 2022 (2022 UEFA Women's Championship en anglès), conegut com l'Eurocopa Femenina 2022, fou la 13a edició del Campionat d'Europa Femení de la UEFA, el campionat internacional quadriennal de futbol organitzat per la UEFA per a les seleccions nacionals femenines d'Europa. Fou la segona edició amb 16 equips en la fase final.
Inicialment el campionat s'hagués disputat al juliol de 2021, però a causa de la pandèmia de COVID-19 i de l'ajornament de l'Eurocopa 2020 i els Jocs Olímpics de Tòquio a aquest mateix mes, el campionat va ser reprogramat per a dur-lo a terme entre el 6 i el 31 de juliol de 2022 a Anglaterra, evitant la superposició amb tots dos esdeveniments. La final del campionat es disputà a l'Estadi de Wembley, a Londres.

## Elecció de seu
Anglaterra va ser l'únic país que va presentar una candidatura abans de la data límit.
El 3 de desembre de 2018 es va confirmar com a amfitrió en la reunió del Comitè Executiu de la UEFA a Dublín, República d'Irlanda. És la segona vegada que el país anglès organitza el torneig, després de l'edició de 2005.

## Classificació
Un total de 48 països de la UEFA van entrar a la competició (incloent Xipre, que participa per primera vegada al nivell sènior femení, i Kosovo que va ingressar a la seva primera Eurocopa femenina), i amb Anglaterra com a amfitriona classificant automàticament, els altres 47 equips competeixen pels 15 llocs restants del torneig final. A diferència de les competicions de classificació anteriors, la ronda preliminar ha estat eliminada i tots els participants comencen des de la fase de grups.

La competició classificatòria consisteix en dues rondes:
- Fase de grups de classificació: Els 47 equips es divideixen en nou grups: dos grups de sis equips i set grups de cinc equips. Cada grup es juga amb el sistema de tots contra tots d'anada i tornada. Els nou guanyadors de grup i els tres millors segons (sense comptar els resultats contra l'equip que ocupa la cinquena o sisena posició) es classifiquen directament per al torneig final, mentre que els sis equips restants avancen a la ronda eliminatòria.
- Ronda Eliminatòria: Els sis equips finalistes s'agrupen en tres eliminatòries en partits d'anada i tornada per a determinar els últims tres equips que qualifiquen.[4]

La fase de grups de classificació es va dur a terme des del 26 d'agost de 2019 fins al 22 de setembre de 2020, mentre que les eliminatòries es van realitzar durant l'octubre de 2020.

### Equips classificats
Rússia va ser exclosa de la competició en una reunió el dia 28 de febrer per la FIFA, en resposta a la Invasió russa d'Ucraïna de 2022. Portugal que va ser eliminada en la ronda eliminatòria per la selecció russa ocupa el seu lloc.
Els següents equips es van classificar pel torneig final.
| Equip            | Mètode de classificació                       | Data de classificació | Participacions al torneig final | Última participació | Millor posició                                          |
| ---------------- | --------------------------------------------- | --------------------- | ------------------------------- | ------------------- | ------------------------------------------------------- |
| Anglaterra       | Amfitrió                                      | 3 desembre 2018       | 9                               | 2017                | Subcampió (1984, 2009)                                  |
| Alemanya         | Guanyador del grup I                          | 23 octubre 2020       | 11                              | 2017                | Campió (1989, 1991, 1995, 1997, 2001, 2005, 2009, 2013) |
| Països Baixos    | Guanyador del grup A                          | 23 octubre 2020       | 4                               | 2017                | Campió (2017)                                           |
| Dinamarca        | Guanyador del grup B                          | 27 octubre 2020       | 10                              | 2017                | Subcampió (2017)                                        |
| Noruega          | Guanyador del grup C                          | 27 octubre 2020       | 12                              | 2017                | Campió (1987, 1993)                                     |
| Suècia           | Guanyador del grup F                          | 27 octubre 2020       | 11                              | 2017                | Campió (1984)                                           |
| França           | Guanyador del grup G                          | 27 novembre 2020      | 7                               | 2017                | Quarts de final (2009, 2013, 2017)                      |
| Bèlgica          | Guanyador del grup H                          | 1 desembre 2020       | 2                               | 2017                | Fase de grups (2017)                                    |
| Islàndia         | 2n millor segon (Grup F)                      | 1 desembre 2020       | 4                               | 2017                | Quarts de final (2013)                                  |
| Espanya          | Guanyador del grup D                          | 18 febrer 2021        | 4                               | 2017                | Semifinals (1997)                                       |
| Finlàndia        | Guanyador del grup E                          | 19 febrer 2021        | 4                               | 2013                | Semifinals (2005)                                       |
| Àustria          | 3r millor segon (Grup G)                      | 23 febrer 2021        | 2                               | 2017                | Semifinals (2017)                                       |
| Itàlia           | 1r millor segon (Grup B)                      | 24 febrer 2021        | 12                              | 2017                | Subcampió (1993, 1997)                                  |
| Rússia           | Guanyador de la ronda eliminatòria (expulsat) | 13 abril 2021         | 5                               | 2017                | Fase de grups (1997, 2001, 2009, 2013, 2017)            |
| Suïssa           | Guanyador de la ronda eliminatòria            | 13 abril 2021         | 2                               | 2017                | Fase de grups (2017)                                    |
| Irlanda del Nord | Guanyador de la ronda eliminatòria            | 13 abril 2021         | 1                               | Debutant            | Debut                                                   |
| Portugal         | Ronda eliminatòria                            | 2 maig 2022           | 2                               | 2017                | Fase de grups (2017)                                    |

El sorteig final es va realitzar el 28 d'octubre de 2021 a Manchester, Anglaterra. Els 16 equips es van dividir en quatre bombos. Les amfitriones es van assignar a la posició A1 del sorteig, mentre que les altres seleccions es posicionen d'acord a la taula de classificació segons el seu coeficient un cop acabada la fase de grups. El coeficient de cada selecció es calcula de la següent manera:
- Classificació al torneig final i de la fase de qualificació de l'Eurocopa femenina de Futbol 2017 (20%).
- Classificació al torneig final i de la fase de qualificació del Mundial femení de 2019 (40%).
- Classificació de la fase de qualificació (Només fase de grups, excloent la ronda eliminatòria) (40%).

| Equip            | Coef.  | Pos. |
| ---------------- | ------ | ---- |
| Anglaterra A     | 41,443 | 3    |
| Països Baixos CV | 43,961 | 1    |
| Alemanya         | 41,924 | 2    |
| França           | 40,898 | 4    |

| Equip   | Coef.  | Pos. |
| ------- | ------ | ---- |
| Suècia  | 39,714 | 5    |
| Espanya | 38,913 | 6    |
| Noruega | 38,758 | 7    |
| Itàlia  | 36,399 | 8    |

| Equip     | Coef.  | Pos. |
| --------- | ------ | ---- |
| Dinamarca | 35,265 | 9    |
| Bèlgica   | 34,951 | 10   |
| Suïssa    | 34,066 | 11   |
| Àustria   | 33,693 | 12   |

| Equip            | Coef.  | Pos. |
| ---------------- | ------ | ---- |
| Islàndia         | 33,458 | 13   |
| Rússia           | 30,117 | 15   |
| Finlàndia        | 29,765 | 16   |
| Irlanda del Nord | 19,526 | 27   |

Nota
Rússia va ser reemplaçada per la selecció de Portugal el 2 de maig de 2022. Tot i això, el resultat del sorteig no canvia atès que Portugal també hagués anat al bombo 4.

## Seus
L'estadi Old Trafford a Trafford (Gran Manchester) va ser confirmat com la seu del partit inaugural entre les seleccions anglesa i austríaca. L'estadi de Wembley allotjarà la final.
Les següents seus van ser triades per l'Associació Anglesa de Futbol per acollir tot el torneig:
| Londres (Wembley)           | Trafford                                                                          | Sheffield                                                                         | Southampton                                                                       |
| --------------------------- | --------------------------------------------------------------------------------- | --------------------------------------------------------------------------------- | --------------------------------------------------------------------------------- |
| Wembley Stadium             | Old Trafford                                                                      | Bramall Lane                                                                      | St Mary's Stadium                                                                 |
| Capacitat: 90,000           | Capacitat: 74,879                                                                 | Capacitat: 32,702                                                                 | Capacitat: 32,505                                                                 |
|                             |                                                                                   |                                                                                   |                                                                                   |
| Brighton and Hove           | LondresManchesterSheffieldSouthamptonBrighton and HoveMilton KeynesRotherhamLeigh | LondresManchesterSheffieldSouthamptonBrighton and HoveMilton KeynesRotherhamLeigh | LondresManchesterSheffieldSouthamptonBrighton and HoveMilton KeynesRotherhamLeigh |
| Falmer Stadium              | LondresManchesterSheffieldSouthamptonBrighton and HoveMilton KeynesRotherhamLeigh | LondresManchesterSheffieldSouthamptonBrighton and HoveMilton KeynesRotherhamLeigh | LondresManchesterSheffieldSouthamptonBrighton and HoveMilton KeynesRotherhamLeigh |
| Capacitat: 31,800           | LondresManchesterSheffieldSouthamptonBrighton and HoveMilton KeynesRotherhamLeigh | LondresManchesterSheffieldSouthamptonBrighton and HoveMilton KeynesRotherhamLeigh | LondresManchesterSheffieldSouthamptonBrighton and HoveMilton KeynesRotherhamLeigh |
|                             | LondresManchesterSheffieldSouthamptonBrighton and HoveMilton KeynesRotherhamLeigh | LondresManchesterSheffieldSouthamptonBrighton and HoveMilton KeynesRotherhamLeigh | LondresManchesterSheffieldSouthamptonBrighton and HoveMilton KeynesRotherhamLeigh |
| Milton Keynes               | LondresManchesterSheffieldSouthamptonBrighton and HoveMilton KeynesRotherhamLeigh | LondresManchesterSheffieldSouthamptonBrighton and HoveMilton KeynesRotherhamLeigh | LondresManchesterSheffieldSouthamptonBrighton and HoveMilton KeynesRotherhamLeigh |
| Stadium MK                  | LondresManchesterSheffieldSouthamptonBrighton and HoveMilton KeynesRotherhamLeigh | LondresManchesterSheffieldSouthamptonBrighton and HoveMilton KeynesRotherhamLeigh | LondresManchesterSheffieldSouthamptonBrighton and HoveMilton KeynesRotherhamLeigh |
| Capacitat: 30,500           | LondresManchesterSheffieldSouthamptonBrighton and HoveMilton KeynesRotherhamLeigh | LondresManchesterSheffieldSouthamptonBrighton and HoveMilton KeynesRotherhamLeigh | LondresManchesterSheffieldSouthamptonBrighton and HoveMilton KeynesRotherhamLeigh |
|                             | LondresManchesterSheffieldSouthamptonBrighton and HoveMilton KeynesRotherhamLeigh | LondresManchesterSheffieldSouthamptonBrighton and HoveMilton KeynesRotherhamLeigh | LondresManchesterSheffieldSouthamptonBrighton and HoveMilton KeynesRotherhamLeigh |
| Londres (Brentford)         | Rotherham                                                                         | Wigan and Leigh                                                                   | Manchester (Bradford)                                                             |
| Brentford Community Stadium | New York Stadium                                                                  | Leigh Sports Village                                                              | Academy Stadium                                                                   |
| Capacitat: 17,250           | Capacitat: 12,021                                                                 | Capacitat: 12,000                                                                 | Capacitat: 7,000                                                                  |
|                             |                                                                                   |                                                                                   |                                                                                   |

## Àrbitres
Un total de 13 àrbitres, 25 àrbitres assistents, 15 àrbitres assistents de vídeo i 2 àrbitres de reserva van ser designats per a la fase final del campionat.

### Àrbitres principals
- Riem Hussein
- Rebecca Welch
- Ivana Martinčić
- Marta Huerta de Aza
- Stéphanie Frappart
- Lina Lehtovaara
- Cheryl Foster
- Jana Adámková
- Iuliana Demetrescu
- Tess Olofsson
- Esther Staubli
- Kateryna Monzul
- Emikar Caldera Barrera

### Àrbitres assistents
- Katrin Rafalski
- Sara Telek
- Sian Massey-Ellis
- Lisa Rashid
- Mary Blanco Bolívar
- Sanja Rođak Karšić
- Maria Sukenikova
- Staša Špur
- Guadalupe Porras Ayuso
- Karolin Kaivoja
- Elodie Coppola
- Manuela Nicolosi
- Chrysoula Kourompylia
- Anita Vad
- Francesca Di Monte
- Michelle O'Neill
- Franca Overtoom
- Paulina Baranowska
- Petruta Iugulescu
- Almira Spahic
- Susanne Küng
- Lucie Ratajova
- Marina Striletska
- Migdalia Rodríguez Chirino
- Polyxeni Irodotou

### Àrbitres assistents de vídeo
- Christian Dingert
- Harm Osmers
- Chris Kavanagh
- Guillermo Cuadra Fernández
- José María Sánchez Martínez
- Benoît Millot
- Maïka Vanderstichel
- Maurizio Mariani
- Paolo Valeri
- Dennis Higler
- Pol van Boekel
- Bartosz Frankowski
- Tomasz Kwiatkowski
- Luís Miguel Branco Godinho
- Tiago Lopes Martins

### Àrbitres de reserva
- Ivana Projkovska
- Lorraine Watson

## Fase de grups
El calendari final de la competició va ser anunciat el 2 de maig de 2022. Els grups i partits estan definits d'acord al reglament de la competició
- Tots els horaris corresponen a l'hora local d'Anglaterra (UTC+1).

### Grup A
| Selecció         | Pts. | PJ | PG | PE | PP | GF | GC | Dif. |
| ---------------- | ---- | -- | -- | -- | -- | -- | -- | ---- |
| Anglaterra       | 9    | 3  | 3  | 0  | 0  | 14 | 0  | +14  |
| Àustria          | 6    | 3  | 2  | 0  | 1  | 3  | 1  | +2   |
| Noruega          | 3    | 3  | 1  | 0  | 2  | 4  | 10 | -6   |
| Irlanda del Nord | 0    | 3  | 0  | 0  | 3  | 1  | 11 | -10  |

| 6 de juliol de 2022 | Anglaterra | 1-0     | Àustria |                                                 |  |
| 20:00               | 16' Mead   | Informe |         | Old Trafford, Manchester · 68.871 espectadors · |  |

| 7 de juliol de 2022 | Noruega                                                 | 4-1     | Irlanda del Nord |                                                      |  |
| 20:00               | 10' Blakstad · 13' Maanum · 31' (p) Hansen · 54' Reiten | Informe | 10' Nelson       | St Mary's Stadium, Southampton · 9.146 espectadors · |  |

| 11 de juliol de 2022 | Àustria                         | 2-0     | Irlanda del Nord |                                  |  |
| 17:00                | 19' Schiechtl · 88' Naschenweng | Informe |                  | St Mary's Stadium, Southampton · |  |

| 11 de juliol de 2022 | Anglaterra                                                                | 8-0     | Noruega |                                     |  |
| 20:00                | 12' (p) Stanway · 15' Hemp · 29' 41' White · 34' 38' 81' Mead · 66' Russo | Informe |         | Falmer Stadium, Brighton and Hove · |  |

| 15 de juliol de 2022 | Irlanda del Nord | 0-5     | Anglaterra                                                         |                                  |  |
| 20:00                |                  | Informe | 41' Kirby · 45' Mead · 45' Mead · 48' 53' Russo · 53' (pp) Burrows | St Mary's Stadium, Southampton · |  |

| 15 de juliol de 2022 | Àustria   | 1-0     | Noruega |                                     |  |
| 20:00                | 37' Billa | Informe |         | Falmer Stadium, Brighton and Hove · |  |

### Grup B
| Selecció  | Pts. | PJ | PG | PE | PP | GF | GC | Dif. |
| --------- | ---- | -- | -- | -- | -- | -- | -- | ---- |
| Alemanya  | 9    | 3  | 3  | 0  | 0  | 9  | 0  | +9   |
| Espanya   | 6    | 3  | 2  | 0  | 1  | 5  | 3  | +2   |
| Dinamarca | 3    | 3  | 1  | 0  | 2  | 1  | 5  | -4   |
| Finlàndia | 0    | 3  | 0  | 0  | 3  | 1  | 8  | -7   |

| 8 de juliol de 2022 | Espanya | 4-1     | Finlàndia |                             |  |
| 17:00               |         | Informe |           | Stadium MK, Milton Keynes · |  |

| 8 de juliol de 2022 | Alemanya | 4-0     | Dinamarca |                                        |  |
| 20:00               |          | Informe |           | Brentford Community Stadium, Londres · |  |

| 12 de juliol de 2022 | Dinamarca | 1-0     | Finlàndia |                             |  |
| 17:00                |           | Informe |           | Stadium MK, Milton Keynes · |  |

| 12 de juliol de 2022 | Alemanya | 2-0     | Espanya |                                        |  |
| 20:00                |          | Informe |         | Brentford Community Stadium, Londres · |  |

| 16 de juliol de 2022 | Finlàndia | 0-3     | Alemanya |                             |  |
| 20:00                |           | Informe |          | Stadium MK, Milton Keynes · |  |

| 16 de juliol de 2022 | Dinamarca | 0-1     | Espanya |                                        |  |
| 20:00                |           | Informe |         | Brentford Community Stadium, Londres · |  |

### Grup C
| Selecció      | Pts. | PJ | PG | PE | PP | GF | GC | Dif. |
| ------------- | ---- | -- | -- | -- | -- | -- | -- | ---- |
| Suècia        | 7    | 3  | 2  | 1  | 0  | 8  | 4  | +4   |
| Països Baixos | 7    | 3  | 2  | 1  | 0  | 8  | 2  | +6   |
| Suïssa        | 1    | 3  | 0  | 1  | 2  | 4  | 8  | -4   |
| Portugal      | 1    | 3  | 0  | 1  | 2  | 4  | 10 | -6   |

| 9 de juliol de 2022 | Portugal | 2-2     | Suïssa |                               |  |
| 17:00               |          | Informe |        | Leigh Sports Village, Leigh · |  |

| 9 de juliol de 2022 | Països Baixos | 1-1     | Suècia |                           |  |
| 20:00               |               | Informe |        | Bramall Lane, Sheffield · |  |

| 13 de juliol de 2022 | Suècia | 2-1     | Suïssa |                           |  |
| 17:00                |        | Informe |        | Bramall Lane, Sheffield · |  |

| 13 de juliol de 2022 | Països Baixos | 3-2     | Portugal |                               |  |
| 20:00                |               | Informe |          | Leigh Sports Village, Leigh · |  |

| 17 de juliol de 2022 | Suïssa | 1-4     | Països Baixos |                           |  |
| 17:00                |        | Informe |               | Bramall Lane, Sheffield · |  |

| 17 de juliol de 2022 | Suècia | 5-0     | Portugal |                               |  |
| 17:00                |        | Informe |          | Leigh Sports Village, Leigh · |  |

### Grup D
| Selecció | Pts. | PJ | PG | PE | PP | GF | GC | Dif. |
| -------- | ---- | -- | -- | -- | -- | -- | -- | ---- |
| França   | 7    | 3  | 2  | 1  | 0  | 8  | 3  | +5   |
| Bèlgica  | 4    | 3  | 1  | 1  | 1  | 3  | 3  | 0    |
| Islàndia | 3    | 3  | 0  | 3  | 0  | 3  | 3  | 0    |
| Itàlia   | 1    | 3  | 0  | 1  | 2  | 2  | 7  | -5   |

| 10 de juliol de 2022 | Bèlgica | 1-1     | Islàndia |                               |  |
| 17:00                |         | Informe |          | Academy Stadium, Manchester · |  |

| 10 de juliol de 2022 | França | 5-1     | Itàlia |                               |  |
| 20:00                |        | Informe |        | New York Stadium, Rotherham · |  |

| 14 de juliol de 2022 | Itàlia | 1-1     | Islàndia |                               |  |
| 17:00                |        | Informe |          | Academy Stadium, Manchester · |  |

| 14 de juliol de 2022 | França | 2-1     | Bèlgica |                               |  |
| 20:00                |        | Informe |         | New York Stadium, Rotherham · |  |

| 18 de juliol de 2022 | Islàndia | 1-1     | França |                               |  |
| 20:00                |          | Informe |        | New York Stadium, Rotherham · |  |

| 18 de juliol de 2022 | Itàlia | 0-1     | Bèlgica |                               |  |
| 20:00                |        | Informe |         | Academy Stadium, Manchester · |  |

## Fase d'eliminació
En aquesta fase del torneig juguen a partit únic els emparellaments definits al reglament. Una pròrroga i tanda de penals poden ser necessaris per a decidir el guanyador.

### Quadre del torneig
|  | Quarts de final      | Quarts de final      |                      |   | Semifinals | Semifinals |  |  | Final | Final |
|  |                      |                      |                      |   |            |            |  |  |       |       |
|  | 22 de juliol de 2022 |                      |                      |   |            |            |  |  |       |       |
|  |                      |                      |                      |   |            |            |  |  |       |       |
|  | Suècia               | 1                    |                      |   |            |            |  |  |       |       |
|  | Suècia               | 1                    | 26 de juliol de 2022 |   |            |            |  |  |       |       |
|  | Bèlgica              | 0                    |                      |   |            |            |  |  |       |       |
|  | Bèlgica              | 0                    | Suècia               | 0 |            |            |  |  |       |       |
|  | 20 de juliol de 2022 |                      | Suècia               | 0 |            |            |  |  |       |       |
|  |                      | Anglaterra           | 4                    |   |            |            |  |  |       |       |
|  | Anglaterra           | Anglaterra           | 4                    | 2 |            |            |  |  |       |       |
|  | Anglaterra           |                      | 31 de juliol de 2022 | 2 |            |            |  |  |       |       |
|  | Espanya              | 1                    |                      |   |            |            |  |  |       |       |
|  | Espanya              | 1                    | Anglaterra           | 2 |            |            |  |  |       |       |
|  | 23 de juliol de 2022 |                      | Anglaterra           | 2 |            |            |  |  |       |       |
|  |                      | Alemanya             | 1                    |   |            |            |  |  |       |       |
|  | França               | Alemanya             | 1                    | 1 |            |            |  |  |       |       |
|  | França               | 27 de juliol de 2022 |                      | 1 |            |            |  |  |       |       |
|  | Països Baixos        | 0                    |                      |   |            |            |  |  |       |       |
|  | Països Baixos        | 0                    | França               | 1 |            |            |  |  |       |       |
|  | 21 de juliol de 2022 |                      | França               | 1 |            |            |  |  |       |       |
|  |                      | Alemanya             | 2                    |   |            |            |  |  |       |       |
|  | Alemanya             | Alemanya             | 2                    | 2 |            |            |  |  |       |       |
|  | Alemanya             |                      |                      | 2 |            |            |  |  |       |       |
|  | Àustria              | 0                    |                      |   |            |            |  |  |       |       |
|  | Àustria              | 0                    |                      |   |            |            |  |  |       |       |

### Quarts de final
| 20 de juliol de 2022 | Anglaterra | 2-1 (pr.) | Espanya |                                     |  |
| 20:00                |            |           |         | Falmer Stadium, Brighton and Hove · |  |

| 21 de juliol de 2022 | Alemanya | 2-0 | Àustria |                                        |  |
| 20:00                |          |     |         | Brentford Community Stadium, Londres · |  |

| 22 de juliol de 2022 | Suècia | 1-0 | Bèlgica |                               |  |
| 20:00                |        |     |         | Leigh Sports Village, Leigh · |  |

| 23 de juliol de 2022 | França | 1-0 (pr.) | Països Baixos |                               |  |
| 20:00                |        |           |               | New York Stadium, Rotherham · |  |

### Semifinals
| 26 de juliol de 2022 | Suècia | 0-4 | Anglaterra |                           |  |
| 20:00                |        |     |            | Bramall Lane, Sheffield · |  |

| 27 de juliol de 2022 | França | 1-2 | Alemanya |                             |  |
| 20:00                |        |     |          | Stadium MK, Milton Keynes · |  |

### Final
| 31 de juliol de 2022 | Anglaterra | 2-1 | Alemanya |                            |  |
| 17:00                |            |     |          | Wembley Stadium, Londres · |  |

## Drets d'emissió

### Televisió i Internet
La següent és la llista de canals de televisió i internet que transmeteren l'Eurocopa Femenina a Europa i a tot el món. Segons la disponibilitat geogràfica també fou possible mirar el torneig a UEFA TV.
| Europa | Resta del món |
| --- | --- |
| - Albània: RTSH - Andorra: TVE - Armènia: Public TV Armenia - Àustria: ORF - Azerbaidjan: İctimai Televiziya - Belarus: Belarus TV - Bèlgica: VRT i RTBF - Bòsnia i Hercegovina: BHRT - Bulgària: BNT - Ciutat del Vaticà: RAI - Croàcia: HRT Croatia - Dinamarca: DKDR i TV2 Dinamarca - Eslovàquia: RTV Slovakia - Eslovènia: RTV Slovenia - Espanya: TVE - Estònia: ERR - Finlàndia: Yle - Grècia: ERT - Hongria: MTVA - Illes Fèroe: DKDR i TV2 Denmark - Irlanda: RTÉ - Islàndia: RÚV - Israel: KAN - Itàlia: RAI - Kazakhstan: KZTV - Kosovo: RTK - Letònia: LTV - Liechtenstein: SRG SSR - Lituània: LRT - Luxemburg: RTBF - Malta: PBS - Moldàvia: TVR - Montenegro: RTCG - Macedònia del Nord: MKRTV - Noruega: NRK i TV2 Noruega - Països Baixos: NOS - Polònia: TVP - Portugal: RTP - Regne Unit: BBC - Romania: TVR - Rússia: Match TV - San Marino: RAI - Sèrbia: RTS Serbia - Suècia: SVT, TV4 - Suïssa: SRG SSR - Turquia: TRT - Txèquia: ČT - Ucraïna: MGU - Xipre: CyBC | - Austràlia: Optus TV - Estats Units: ESPN, TUDN USA - Xina: CCTV i Super Sports Shankai · - Àfrica subsahariana: W-Sport - Carib: ESPN Caribbean - Sud d'Àsia: Sony SIX - Llatinoamèrica: ESPN i Star+ - Orient Mitjà i Nord d'Àfrica:beIN Sports MENA |